# Capparis scortechinii
Capparis scortechinii är en kaprisväxtart som beskrevs av George King. Capparis scortechinii ingår i släktet Capparis och familjen kaprisväxter. Inga underarter finns listade i Catalogue of Life.